# Disney Channel (Scandinavia)
Disney Channel è un canale televisivo scandinavo  di proprietà della Walt Disney Company e versione locale della rete statunitense omonima.
L'emittente trasmette in Norvegia, Finlandia, Danimarca, Svezia, Islanda, Lituania ed Estonia.

## Storia
Viene lanciato il 28 febbraio 2003 per la sola piattaforma satellitare Viasat (Sirius 4). L'anno successivo è diventato disponibile per altri servizi via cavo e digitali come per il svedese Com Hem. La programmazione era di soli cartoni animati. Nei primi anni era disponibile solamente in Norvegia, Svezia, Danimarca e Finlandia e non negli altri paesi. 
Nel 2003 la Disney cerca di ottenere una licenza per trasmettere sui canali della televisione digitale svedese che viene concessa il 29 gennaio 2004 dalle autorità della Svezia. La visione inizia il 15 febbraio 2004 sulla piattaforma Boxer TV Access. Tra il 2005 e il 2006 cominciano la messa in onda due canali fratelli: Toon Disney e Playhouse Disney.
Nell'autunno del 2009 viene mandata in onda la prima produzione locale, ovvero la sitcom "Når klokkerne ringer" e lo show musicale "My Camp Rock". Nel maggio del 2012 la rete inizia la trasmissione in 16:9 (widescreen).
Dal 1 agosto 2012, il canale trasmette con annunci pubblicitari, che si differenziano in Svezia, Norvegia e Danimarca; tuttavia, le promozioni e i programmi sono gli stessi in tutta la Scandinavia.
Il 28 febbraio 2023, Disney Channel ha cessato le trasmissioni su Allente, mentre nel 5 giugno dello stesso anno, Disney Channel viene sostituito dalla versione europea, medio orientale e africana.
Il 1º febbraio 2024, è stato annunciato che il canale sarà rilanciato il 1º aprile 2024 e, poiché vi sarà una fusione con Disney Junior, il nuovo canale includerà un blocco dedicato, durante la mattina e nel weekend

## Palinsesto

### In onda[11]
- 101 Dalmatian Street
- A casa di Raven
- Alex & Co.
- Anfibia
- Art Attack
- Austin & Ally
- Billy: un amico fantasmico
- Binny e il fantasma
- Buona fortuna Charlie
- Best Bugs Forever
- Coop & Cami: A voi la scelta
- Disney Fam Jam
- Dog with a Blog
- Ducktales
- Flash con i Ronks
- Gabby Duran Alien Sitter
- Ghostforce
- Harley in mezzo
- Henry Mostriciattoli
- I Greens in città
- I segreti di Sulphur Springs
- Jessie
- Just Roll with It
- K.C. Agente Segreto
- Kid vs. Kat - Mai dire gatto
- Le cronache di Evermoor
- Miraculous - Le storie di Ladybug e Chat Noir
- Mermaid Melody Pichi Pichi Pitch
- Mako Mermaids
- Penny on M.A.R.S.
- Phineas e Ferb
- PJ Masks - Superpigiamini
- Polli spaziali nello spazio
- Spider-Man (serie animata 2017)
- Summer Camp
- Sydney to the Max
- The Ghost and Molly McGee
- The Lodge
- The Owl House - Aspirante strega
- Violetta

### Non in onda
- Aladdin
- American Dragon: Jake Long
- A.N.T. Farm - Accademia Nuovi Talenti
- As the Bell Rings (versione britannica)
- As the Bell Rings (versione americana)
- As the Bell Rings (versione scandinava)
- Bear nella grande casa blu
- Brandy & Mr. Whiskers
- Buona fortuna Charlie
- Buzz Lightyear da Comando Stellare
- Cip & Ciop agenti speciali
- Cory alla Casa Bianca
- Crescere, che fatica!
- Cuccioli della giungla
- Darkwing Duck
- Dave il Barbaro
- Doug
- DuckTales - Avventure di paperi
- Due fantagenitori
- Fillmore!
- Finalmente weekend!
- Ecco Pippo!
- Higglytown Heroes
- House of Mouse - Il Topoclub
- I dinosauri
- I Famosi 5 - Casi misteriosi
- I Gummi
- Il libro di Pooh
- Il mio amico Rocket
- Jake & Blake
- Jake e i pirati dell'Isola che non c'è
- JoJo's Circus
- Jonas L.A.
- Lab Rats
- La carica dei 101 - La serie
- La mia babysitter è un vampiro
- Lazy Town
- Le nuove avventure di Winnie the Pooh
- Lilo & Stich
- Little Einsteins
- Liv e Maddie
- Lloyd nello spazio
- Maggie
- Muppet Babies
- Packages from Planet X
- Pepper Ann
- Pipì, Pupù e Rosmarina
- Pippi Calzelunghe
- Quack Pack
- Quell'uragano di papà
- Rolie Polie Olie
- Sofia la principessa
- Squitto lo scoiattolo
- Stanley
- Star Wars Rebels
- Stitch!
- Sweet Valley High
- TaleSpin
- Teacher's Pet
- Timon and Pumbaa
- Totally Spies
- Troll Tales
- Un genio in famiglia
- Vita da giungla alla riscossa

### Film

Logo dei Disney Channel Original Movie

Oltre per le serie televisive e i cartoni, il palinsesto di Disney Channel si contraddistingue anche per la visione di film. I titoli sono gli stessi della programmazione statunitense con doppiaggio in inglese e nella lingua locale.

## Diffusione
Il canale è disponibile sul satellite attraverso le piattaforme Boxer TV Access (Svezia), PlusTV (Finlandia), RiksTV (Norvegia), Boxer TV A/S (Danimarca) e Digitalisland. Sulla televisione via cavo troviamo Disney Channel su Canal Digital (come anche su IPTV) e Viasat. 

## Share
Nel 2008 la versione scandinava del canale aveva 4.7 milioni di abbonati, aumentati di 0.5 rispetto all'anno precedente.

## Altre versioni

### Disney XD
Lanciato il 12 settembre 2009, sostituisce Jetix e Toon Disney.

### Disney Junior
Pubblicato nell'ottobre del 2006 come "Playhouse Disney", il 10 settembre 2011 diventa "Disney Junior".

### Disney Cinemagic
Rispetto ad altri paesi in cui "Disney Cinemagic" è un canale a parte, in Scandinavia è un blocco televisivo di Disney Channel che trasmette i film della Disney.